# Bildungsbegleiter
Bildungsbegleiter ist ein Beruf im Rahmen berufsvorbereitender Bildungsmaßnahmen (BvB), die in Zusammenarbeit mit der Agentur für Arbeit bundesweit von Trägern der beruflichen Bildung angeboten werden.

## Tätigkeit

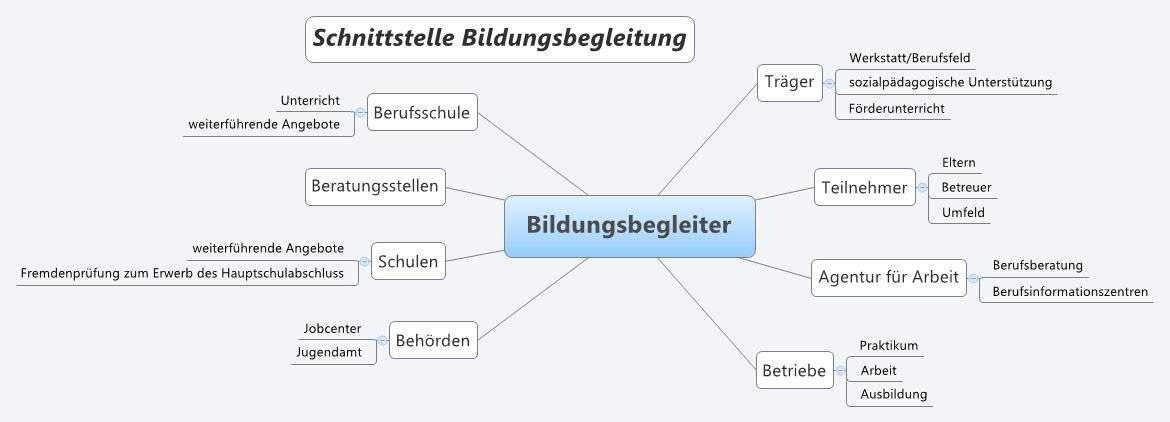
Schnittstelle Bildungsbegleitung

Der Bildungsbegleiter ist zuständig für die Umsetzung der Qualifizierungsplanung während der berufsvorbereitenden Bildungsmaßnahmen. Er bildet eine Schnittstelle zwischen der Beratungsfachkraft der Berufsberatung und den am Qualifizierungsprozess beteiligten Mitarbeitern in der Einrichtung bzw. in den Praktikumsbetrieben. Er „plant, fördert/gewährleistet, organisiert, koordiniert, begleitet und dokumentiert kontinuierlich individuelle Qualifizierungsverläufe über verschiedene Lernorte sowie Bildungs-, Hilfe-, und Förderangebote hinweg“.
Das Ziel ist es, den Teilnehmer auf seine spätere berufliche Laufbahn individuell vorzubereiten. Dies kann eine Vermittlung bedeuten in:
- sozialversicherungspflichtige Arbeit
- eine Berufsausbildung (Vollausbildung, verkürzte Vollausbildung oder theoriereduzierte Ausbildung)
- weiterführende schulische Angebote
- ein soziales oder ökologisches Jahr
- weitere Qualifizierungsmaßnahmen der Agentur für Arbeit

Dabei arbeitet er nach dem Fachkonzept der Agentur für Arbeit. Von 2001 bis 2004 wurde das Konzept, wissenschaftlich begleitet durch das Institut für berufliche Bildung, Arbeitsmarkt- und Sozialpolitik INBAS, in 24 Modellregionen erprobt und seit 2004 bundesweit umgesetzt. 2009 ist das Fachkonzept grundlegend reformiert worden.
Schwerpunkte der Tätigkeit eines Bildungsbegleiters sind die Unterstützung bei der Erlangung von Ausbildungsreife und die berufliche Orientierung der Teilnehmer. Hierzu arbeitet er insbesondere mit Zielvereinbarungen in der Qualifizierungsplanung auf der Grundlage der Kompetenzen des einzelnen Teilnehmers, die zu Beginn der Maßnahme vertieft und dann fortlaufend ermittelt werden. Wichtig ist dazu eine erfolgreiche Kommunikation im Team (Ausbilder, Lehrkraft, Sozialpädagoge und weiteres Personal, wie z. B. Psychologe und Heilpädagoge) und mit externen Partnern (z. B. Berufsschullehrer, Ansprechpartnern in Praktikumsbetrieben, Beratungsstellen). Darüber hinaus akquiriert er Praktikums-, Ausbildungs- und Arbeitsstellen und dokumentiert den Maßnahmeverlauf sowie den Eingliederungserfolg.
Eine Personalunion mit anderen Funktionen innerhalb der BvB ist für den Bildungsbegleiter ausgeschlossen. Der Personalschlüssel für die Bildungsbegleitung in berufsvorbereitenden Bildungsmaßnahmen ist 1: 28. In rehaspezifischen Maßnahmen beträgt er 1: 24.

## Voraussetzungen
Für die Tätigkeit als Bildungsbegleiter wird ein Berufs- oder Studienabschluss vorausgesetzt sowie mindestens eine dreijährige Berufserfahrung. Es wird erwartet, dass davon mindestens ein Jahr Erfahrung in der beruflichen sowie sozialen Eingliederung der Zielgruppe und ein Jahr betriebliche Erfahrung gesammelt wurden. Zudem werden Kenntnisse der Bildungslandschaft sowie der Anforderungen in den Berufen und am Ausbildungs- und Arbeitsmarkt vorausgesetzt.
Außerdem erfordern die Aufgaben des Bildungsbegleiters Kommunikationsfähigkeit, Sozial- und Organisationskompetenz.